# Тавадзе, Дмитрий Матвеевич
Дмитрий Матвеевич Тава́дзе (6 [19] февраля 1911 или 6 февраля 1911 — 6 марта 1990, Тбилиси) — грузинский советский театральный художник. Заслуженный деятель искусств Грузинской ССР (1950).

## Биография
Член КПСС с 1955 года. В 1930 окончил Тбилисскую Академию художеств по классу живописи (класс профессора E. E. Лансере). Ещё будучи студентом, с 1926 года работал в ГрАДТ имени Ш. Руставели. Оформлял также в разные годы спектакли в ТбАДТ имени К. Марджанишвили, Батумском ГДТ имени И. Г. Чавчавадзе, КГрДТ имени Л. Месхишвили, ТбРДТ имени А. С. Грибоедова, МТД имени А. С. Пушкина, КАТРД имени Л. Украинки и др. Работы мастера характеризует острота и лаконизм художественной формы, экспрессия, красочность, тонкое ощущение жанра, ритмическая чёткость и рельефность.
Умер в 1990 году.

## Оформил спектакли
- «Обруч» П. Самсонидзе (1932)
- «Осенние дворяне» Д. С. Клдиашвили (1936)
- «Альказар» Г. Д. Мдивани (1937)
- «Поколение героев» С. Д. Клдиашвили (1937)
- «Потопленные камни» И. О. Мосашвили (1949)
- «Испанский священник» Дж. Флетчера (1954)
- «Тариэл Голуа» Л. Киачели (1955)
- «Такая любовь» П. Когоута (1959)
- «Иркутская история» А. Н. Арбузова (1950)
- «Дети моря» Г. М. Хухашвили (1961)
- «Сотворившая чудо» У. Гибсона (1963)
- «Перед ужином» В. С. Розова (1963)

## Награды и премии
- орден Трудового Красного Знамени (1958)[2]
- заслуженный деятель искусств Грузинской ССР (1950)
- Сталинская премия третьей степени (1951) — за оформление спектакля «Потопленные камни» И. О. Мосашвили на сцене ГрГАДТ имени Ш. Руставели